# Alena Jeřábková
Alena Jeřábková (* 23. března 1934 Bratislava) je etnografka, knihovnice a pedagožka.
Uveřejňovala práce z etnografie, ale jako etnografka nebyla nikdy zaměstnána v hlavním pracovním poměru, pracovala v knihovně, největší část svého života věnovala profesi pedagogické na střední i vysoké škole.

## Život a dílo
Narodila v roce 1934 v Bratislavě, od roku 1939 žije v Brně. Po maturitě vystudovala v roce 1957 na Filozofické fakultě Masarykově univerzity v Brně národopis a dějiny umění.V roce 1963 absolvovala na Institutu osvěty a novinářství Univerzity Karlovy v Praze obor knihovnictví.
V letech 1957–1962 pracovala jako odborná knihovnice nejdříve v brněnské Státní vědecké knihovně (nyní Moravská zemská knihovna), v letech 1972–1975 v Knihovně Jiřího Mahena. Od roku 1975 do roku 2003 učila na bývalé Střední knihovnické škole v Brně, od roku 1962 dlouhodobě působila jako externí pedagožka na bývalé Katedře etnografie a folkloristiky i současném Ústavu evropské etnologie Filozofické fakulty Masarykovy univerzity v Brně.
Kromě bibliografických a knihovnických příspěvků, z nichž nejvýznamnější je Soupis bibliografií české a slovenské etnografie a folkloristiky vydaných v letech 1945-1963, 1965, se věnuje problematice lidového kroje na Moravě v širších územních a kulturních souvislostech, například studie Delimitace regionálních typů lidového oděvu na rozhraní Valašska a Moravského Slovenska, 1968—1969, Typy mužských pokrývek hlavy na Valašsku, jejich lidové názvy a návrh odborné terminologie, 1965.
Uveřejňovala články a recenze v Národopisné revui.